# Nico Papanicolaou
Nico Papanicolaou (6 giugno 1960) è un allenatore di calcio a 5 ed ex giocatore di calcio a 5 belga.

## Biografia
Anche il figlio Petros è stato giocatore e allenatore di calcio a 5 di caratura internazionale.

## Carriera
Con la nazionale maschile di calcio a 5 del Belgio ha disputato due campionati mondiali: nel 1989 i diavoli rossi hanno colto il quarto posto dopo aver perso la finalina contro gli Stati Uniti, mentre nel 1992 si sono fermati al girone di accesso alle semifinali. In totale, Papanicolaou ha disputato 49 incontri con la nazionale, realizzando 18 reti.